# D51
Паровоз D51 (на советских дорогах — Д51) — серия японских узкоколейных (1067 мм) паровозов типа 1-4-1, строившихся по заказу японского правительства, для Японских Национальных железных дорог с 1936 по 1951 годы. Был создан на базе ранее выпускавшегося паровоза серии D50. Всего было построено 1115 паровозов этой серии.

## История
В обозначении паровоза буква D — согласно принятой на железных дорогах Японии классификации, обозначает число движущих осей — 4, число 51 — серию тендера паровоза. Были также создан и модернизированный вариант паровоза, получивший обозначение D51s «Namekuji type».
Некоторая часть паровозов D51 была оставлена на Сахалине отступавшими японскими войсками и использовались на Сахалинской железной дороге до 1979 года.
Кроме того, в 1949—1950 годах по заказу СССР в Японии были изготовлены и поставлены на Сахалин 30 паровозов этой серии, работавшие вплоть до замены их тепловозами ТГ16. В Японии, для того чтобы отличить экспортные паровозы от произведённых для внутреннего рынка, модель и порядковый номер писались через дефис. Один из этих паровозов D51-22 установлен на постамент возле станции Южно-Сахалинск, другой D51-4 работал в депо Южно-Сахалинск и возил поезда с японскими туристами, после перешивки железной дороги стоит в железнодорожном музее на станции Южно-Сахалинск. Это единственные 2 японских поезда, оставшиеся в России.
На Тайване, после перехода острова под контроль китайского правительства в 1945 году, паровозы D51 были переименованы в серию DT650. Сохранились DT652, DT664 DT668 и DT675

## Выпуск
- 1935 — 23
  - Kawasaki 13： D51 1 — 13 (заводские номера 1643 — 1655)
  - Kisha Seizo 10： D51 14 — 23 (1371 — 1380)
- 1936 — 25
  - Kawasaki 14: D51 24 — 37 (1738 — 1742, 1783 — 1791)
  - Kisha Seizo 5: D51 38 — 42 (1451 — 1455)
  - Hitachi 6: D51 43 — 48 (813 — 818)
- 1937 — 52
  - Kawasaki 27： D51 49 — 67, 71 — 78 (1807 — 1819, 1824 — 1825, 1828 — 1831, 1890 — 1897)
  - Hitachi 3： D51 68 — 70 (868 — 870)
  - Kisha Seizo 17： D51 79 — 85, 91 — 100 (1532 — 1538, 1560 — 1569)
  - Hamamatsu 5: D51 86 — 90 (19 — 23)
- 1938 — 127
  - Kisha Seizo 6： D51 101 — 106 (1570 — 1575)
  - Kawasaki 14： D51 107 — 120 (1932 — 1945)
  - Hitachi 27： D51 121 — 133, 173 — 186 (990 - 1002, 1040 — 1053)
  - Nippon Sharyo 39： D51 134 — 172 (594 — 595, 660 — 696)
  - Ōmiya 8： D51 187 — 194 (1 — 8)
  - Hamamatsu 8： D51 199 — 206 (24 — 31)
  - Takatori 7： D51 211 — 217 (1 — 7)
  - Kokura 7： D51 220 — 226 (16 — 22)
  - Nagano 3： D51 229 — 231 (1 — 3)
  - Akita 2： D51 232 — 233 (1 — 2)
  - Koriyama 3： D51 234 — 236 (1 — 3)
  - Naebo 3： D51 237 — 239 (1 — 3)
- 1939 — 196
  - Ōmiya 10： D51 195 — 198, 243 — 244, 469 — 472 (9 — 18)
  - Hamamatsu 15： D51 207 — 210, 245 — 250, 473 — 477 (32 — 46)
  - Takatori 11： D51 218 — 219, 251 — 254, 478 — 481, 490 (8 — 18)
  - Kokura 10： D51 227 — 228, 255 — 258, 482 — 485 (23 — 32)
  - Naebo 4： D51 240 — 242, 489 (4 — 7)
  - Nagano 3： D51 259 — 260, 486 (4 — 6)
  - Tsuchizaki 3： D51 261 — 262, 487 (3 — 5)
  - Koriyama 3： D51 263 — 264, 488 (4 — 6)
  - Kawasaki 45： D51 265 — 309 (2143 — 2152, 2168 — 2177, 2191 — 2197, 2200 — 2209, 2212, 2211, 2210, 2213 — 2217)
  - Hitachi 50： D51 310 — 359 (1189 — 1237, 1240)
  - Nippon Sharyo 27： D51 379 — 405 (754 — 780)
  - Kisha Seizo 15： D51 442 — 456 (1861 — 1875)
- 1940 — 184
  - Hitachi 43： D51 360 — 378, 589 — 612 (1238・1242・1239・1241・1243・1244・1246・1245・1247 — 1257, 1420 — 1431・1434・1433・1432・1435 — 1443)
  - Nippon Sharyo 45： D51 406 — 441・613 - 621 (781 — 816, 891 — 899)
  - Kisha Seizo 20： D51 457 — 468・581 — 588 (1786 — 1887, 2024 — 2031)
  - Ōmiya 10： D51 506 — 515 (19 — 28)
  - Hamamatsu 13： D51 518 — 530 (47 — 59)
  - Takatori 10： D51 491 — 500 (19 — 28)
  - Kokura 9： D51 535 — 543 (33 — 41)
  - Nagano 3： D51 548 — 550 (7 — 9)
  - Tsuchizaki 3： D51 551 — 553 (6 — 8)
  - Koriyama 4： D51 555 — 558 (7 — 10)
  - Naebo 4： D51 559 — 562 (8 — 11)
  - Kawasaki 17： D51 564 — 580 (2417 — 2433)
  - Mitsubishi 3： D51 632 — 634 (323 — 325)
- 1941 — 79
  - Takatori 6： D51 501 — 505, 690 (29 — 34)
  - Ōmiya 2： D51 516 —517 (29 — 30)
  - Hamamatsu 5： D51 531 — 534, 685 (60 — 64)
  - Kokura 4： D51 544 — 547 (42 — 45)
  - Tsuchizaki 1： D51 554 (9)
  - Naebo 1： D51 563 (12)
  - Nippon Sharyo 25： D51 622 — 631, 670 — 684 (932 - 941, 995 — 1000, 1020 — 1028)
  - Mitsubishi 17： D51 635 — 641, 660 — 669 (326 — 332・336 — 345)
  - Hitachi 18： D51 642 — 659 (1460 — 1477)
- 1942 — 112
  - Hamamatsu 12： D51 686 — 689, 819 — 826 (65 — 76)
  - Takatori 9： D51 691 — 694, 831 — 835 (35 — 43)
  - Hitachi 33： D51 695 — 727 (1669 — 1668, 1679 — 1691)
  - Nippon Sharyo 12： D51 728 — 739 (1130 — 1141)
  - Kawasaki 20： D51 748 — 767 (2692 — 2701, 2718 — 2719, 2725 — 2728, 2763 — 2766)
  - Kisha Seizo 13： D51 773 — 785 (2256 — 2261, 2282 — 2286, 2303, 2265)
  - Mitsubishi 13： D51 791 — 803 (360 — 372)
- 1943 — 163
  - Nippon Sharyo 33： D51 740 — 747, 846 — 847, 916 — 917, 1063 — 1083 (1182 — 1187, 1215 — 1220, 1229 — 1249)
  - Kawasaki 40： D51 768 — 772, 843 — 845, 918 — 949 (2866 — 2873, 2892 — 2901, 2908 — 2917, 2953 — 2964)
  - Kisha Seizo 15： D51 786 — 790, 866 — 875 (2326 — 2330, 2355 — 2364)
  - Mitsubishi 35： D51 804 — 818, 896 — 915 (373 — 387, 399 — 418)
  - Hamamatsu 12： D51 827 — 830, 848 — 852, 861 — 863 (77 — 88)
  - Takatori 15： D51 836 — 842, 853 — 860 (44 — 58)
  - Hitachi 13： D51 876 — 888 (1814 - 1826)
- 1944 — 146
  - Hitachi 19： D51 889 — 895, 1051 — 1062 (1827 — 1837, 1886 — 1888, 1890・1889・1891 — 1893)
  - Mitsubishi 50： D51 1001 — 1050 (419 — 468)
  - Nippon Sharyo 46： D51 1084 — 1129 (1272 — 1289, 1291 — 1318)
  - Kawasaki 31： D51 1130 — 1160 (3008 — 3011, 3013 — 3024, 3026 — 3028, 3030 — 3042).

## Паровоз D51 в культуре
- Одной из распространённых форм Астропоезда из мультсериала «Трансформеры» является паровоз D51.
- В мультсериале Паровозик Томас и его друзья персонаж Хиро основан на классе D51, а также носит номер 51 на своём тендере.

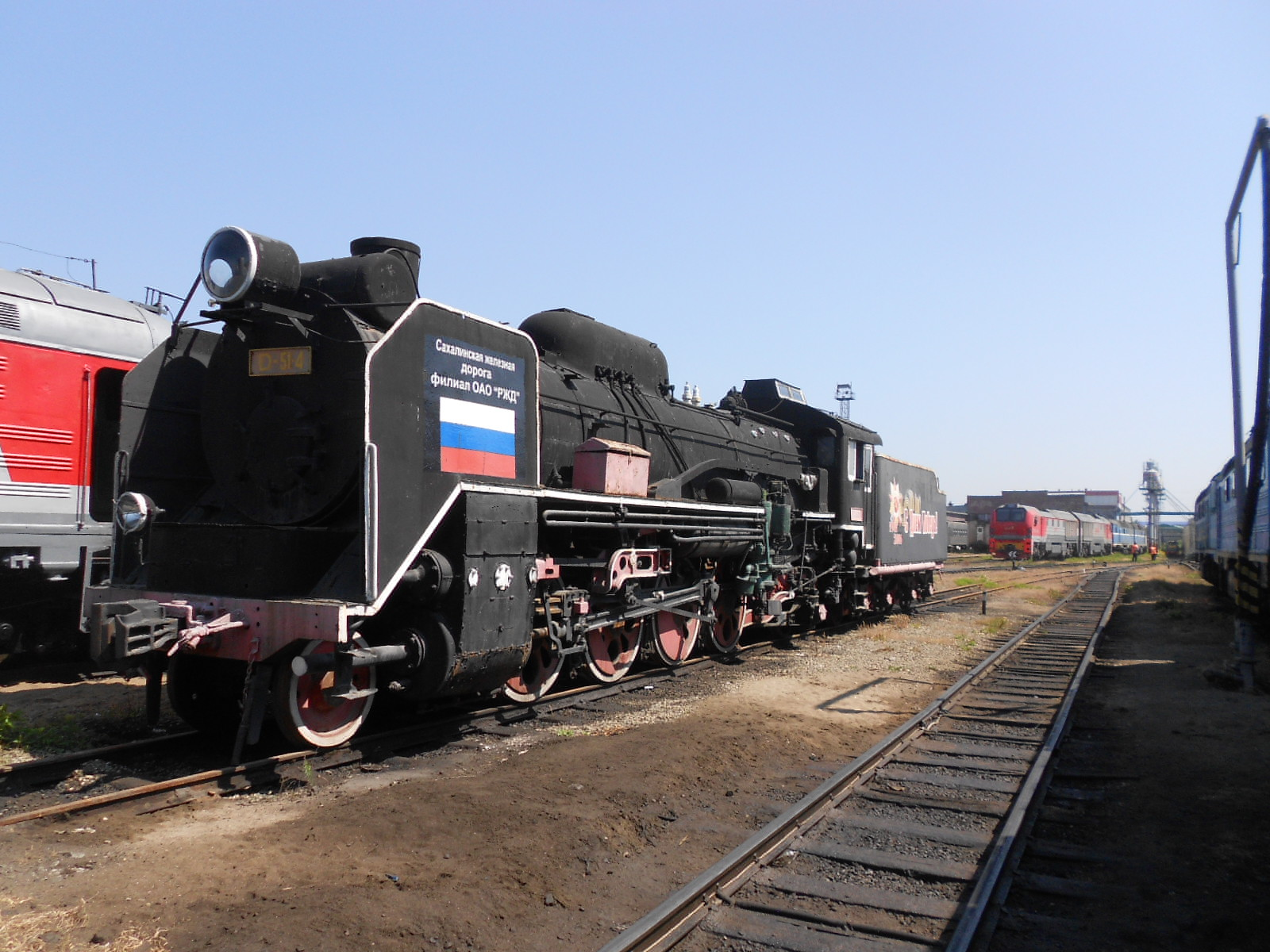
D51-4 в депо Южно-Сахалинск до перешивки колеи (2016).
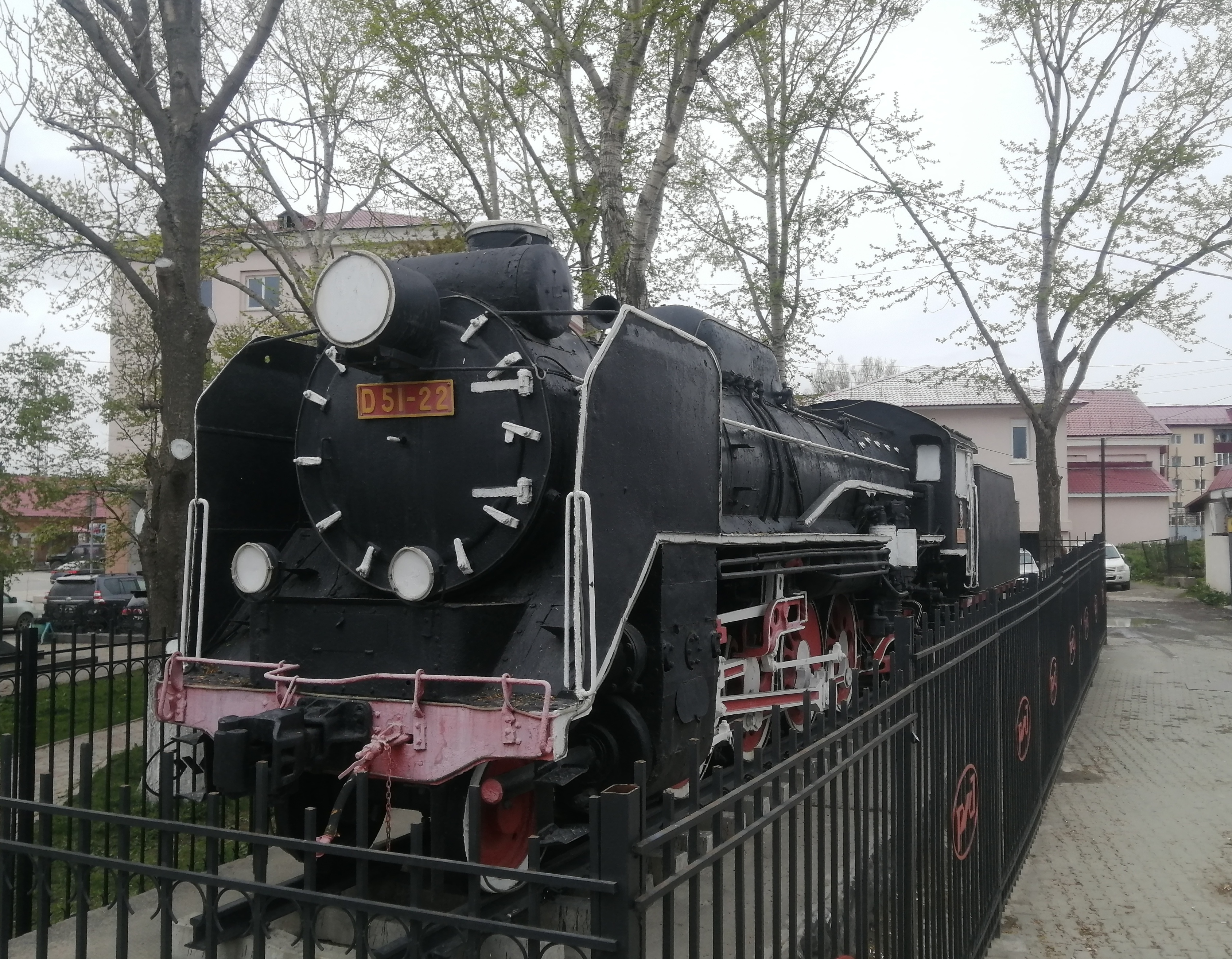
Паровоз D51-22 на привокзальной площади Южно-Сахалинска (2021 год).